# Live in Leipzig
Live in Leipzig ist ein Livealbum der norwegischen Black-Metal-Band Mayhem. Es ist die einzige offizielle Veröffentlichung in Albumlänge, auf der ihr verstorbener Sänger Dead (Per Yngve Ohlin) zu hören ist.

## Entstehungsgeschichte
Das Album wurde am 26. November 1990 im Club Eiskeller in Leipzig aufgenommen. Es existierten ursprünglich zwei Mitschnitte auf MC, von denen einer die Grundlage des späteren Albums darstellte, während Mayhem den anderen als qualitativ unzureichend verwarfen. Die Vorgruppe an diesem Abend war Manos. Vor dem Konzert in Leipzig hatte Mayhem schon zwei Konzerte gespielt, eines in Annaberg-Buchholz (23.11.) und eines in Bergisdorf bei Zeitz (24.11.). Die Konzerte wurden von Abo Alsleben organisiert, der vorher in einem langanhaltenden Briefkontakt mit Øystein Aarseth stand. Alsleben veröffentlichte 2020 ein Buch mit seinen Erinnerungen an die Tour durch die Ex-DDR.
Das Konzert beinhaltete einige Showeffekte. So benutzte Mayhem an diesem Abend echte Schweinsköpfe, die sie bei einem örtlichen Schlachter besorgt hatten. Da sie die Schweineköpfe bereits bei den beiden vorherigen Konzerten benutzt hatten, waren diese schon stark verwest. Des Weiteren schnitt sich Per Yngve Ohlin mit einem Messer während des Auftritts und verschiedene Fleischfetzen wurden von der Band ins Publikum geworfen.
Es sollte die letzte Aufnahme mit dem Sänger bleiben, da er am 8. April 1991 Suizid verübte.

## Versionen
Vor der offiziellen Veröffentlichung existierte Live in Leipzig in der norwegischen Szene als Kassettenversion. Die ersten Veröffentlichungen erschienen als LP auf dem italienischen Label Obscure Plasma Records. Die Vinyl-Version von Obscure Plasma Records enthält außerdem noch die beiden Sampler-Beiträge The Freezing Moon und Carnage, die 1991 auf Projections of a Stained Mind erschienen.
Nach der Ermordung von Euronymous wurde 1994 das Album von Avantgarde Music, dem Nachfolgelabel von Obscure Plasma Records, als Tribut an Dead und Euronymous auf CD wiederveröffentlicht. Das Cover zeigt eine Fotografie von Dead, im Innern befindet sich eine Kampfansage von Aarseth, die er gegen die damalige Death-Metal-Szene richtete. In dem Pamphlet machte er diese für Deads Suizid verantwortlich und kündigte Vergeltung an. Vom gleichen Label wurde 1997 auch eine Picture-LP veröffentlicht, die in Deutschland durch Last Epitaph vertrieben wurde.

## Rezeption
Wie Tom Lubowski im Metal Hammer schrieb, ließen Mayhem durch die von Selbstverletzungen und Schweinskadavern gezeichnete Bühnenshow von Frontmann Dead "Live in Leipzig zu einem morbiden Spektakel werden", die diesen "auch aufgrund makabrer Mythen zur absoluten Kultfigur im Black Metal" werden ließen.

## Titelliste
1. Deathcrush – 4:37
2. Necrolust – 3:46
3. Funeral Fog – 6:31
4. The Freezing Moon – 7:05
5. Carnage – 4:06
6. Buried by Time and Dust – 5:29
7. Pagan Fears – 7:00
8. Chainsaw Gutsfuck – 5:07
9. Pure Fucking Armageddon – 3:11